# 압둘라 외잘란

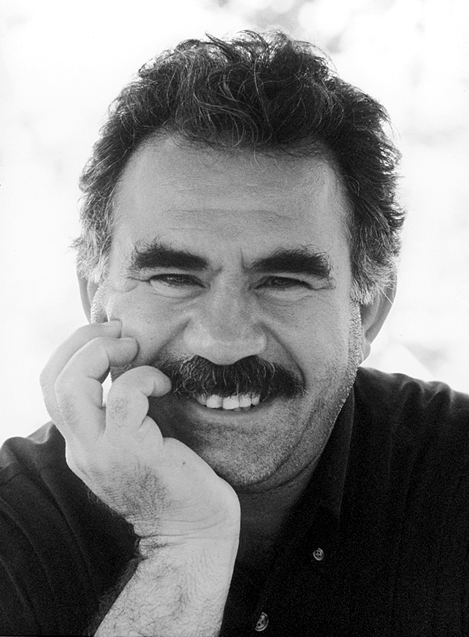

압둘라 외잘란(튀르키예어: Abdullah Öcalan, 약 1947년~ ) 또는 아포(Apo←"압둘라"와 쿠르드어 "삼촌"의 준말)은 쿠르디스탄 노동자당(PKK)의 창립 인원 가운데 하나이자 쿠르디스탄의 지도자이다.
외잘란은 1999년 나이로비의 중앙정보국의 지원과 함께 터키 국가정보부(MIT)에 의해 체포되었고 터키로 이송된 이후 그는 무장 단체의 설립에 관련한 터키의 형법전 125항을 근거로 사형에 처해졌다. 그러나 외잘란은 사형집행의 부당함을 알리며 유럽인권법원에 제소하였다. 유럽인권법원은 터키에 사형집행 보류를 요청했고, EU에 가입하여 애쓰던 터키정부는 이를 수용하여 압둘라 외잘란의 형량을 종신형으로 감형했다. 압둘라 외잘란은 터키 마르마라해의 임랄리섬에서 독방에 갇혀 무기징역을 복역중이다.
감옥에서 외잘란은 여러 책을 출판했으며, 가장 최근 것은 여성과학으로 알려진 2015년에 출판된 Jineology이며, 외잘란의 지지를 받는 여성주의 형태를 지니며 쿠르디스탄 민족주의의 본질적인 교리를 담고 있다. 그가 창시한 민주적 연합체주의(Democratic confederalism)는 로자바에서 시행되고 있다.

## 출판
오잘란은 40권 이상의 책의 저자이며 그 중 네 권은 감옥에서 썼다. 그의 법률가와의 격주 만남에서 취득한 노트들 중 다수가 편집된 다음 출판되었다.
- Interviews and Speeches. London: Kurdistan Solidarity Committee; Kurdistan Information Centre, 1991. 46 p.
- “Translation of his 1999 defense in court”. 2007년 10월 20일에 원본 문서에서 보존된 문서. 2018년 12월 28일에 확인함.
- Prison Writings: The Roots of Civilisation London; Ann Arbor, MI: Pluto, 2007. ISBN 9780745326160.
- Prison Writings Volume II: The PKK and the Kurdish Question in the 21st Century. London: Transmedia, 2011. ISBN 9780956751409.
- Democratic Confederalism. London: Transmedia, 2011. ISBN 978-3941012479.[15]
- Prison Writings III: The Road Map to Negotiations. Cologne: International Initiative, 2012. ISBN 9783941012431.
- Liberating life: Women’s Revolution. Cologne, Germany: International Initiative Edition, 2013. ISBN 978-3-941012-82-0.[notes 1]
- Manifesto for a Democratic Civilization, Volume 1. Porsgrunn, Norway: New Compass, 2015. ISBN 9788293064428.
- Defending a Civilisation.[언제?]
- The Political Thought of Abdullah Öcalan London; UK: Pluto Press, 2017. ISBN 9780745399768.

## 같이 보기
- 쿠르디스탄 자유생명당

## 내용주
1. ↑  A PDF of the book is available here at the International Initiative website

## 추가 문헌
- Kurd Locked in Solitary Cell Holds Key to Turkish Peace 15 March 2013 월스트리트 저널
- Özcan, Ali Kemal (2005). Turkey's Kurds: A Theoretical Analysis of the PKK and Abdullah Ocalan. London & New York: Routledge. ISBN 0-415-36687-9.
- "Greece and the Middle East" Spiros Ch. Kaminaris, Middle East Review of International Affairs, Volume 3, Number 2 (June 1999).